# Małgośka
Małgośka (lub Małgośka, szkoda łez) – utwór muzyczny z 1973 roku, wykonywany przez polską piosenkarkę popową Marylę Rodowicz. Został skomponowany przez Katarzynę Gärtner, a autorką jego tekstu jest Agnieszka Osiecka. W marcu 1973 został wydany na singlu. W 1974 ukazał się w nowej wersji na czwartym albumie studyjnym Rodowicz, Rok. Uchodzi za jeden z największych przebojów polskiej muzyki rozrywkowej.
W 2025 Rodowicz wydała nową wersję utworu, nagraną w duecie z Lanberry na planowany album Niech żyje bal.

## Historia utworu
Agnieszka Osiecka napisała „Małgośkę” na początku lat 70. do kompozycji Mateusza Święcickiego. Po tym, jak Święcicki uznał słowa za zbyt poważne do melodii, Osiecka schowała kartkę z zapisanym tekstem do swojej szuflady. Latem 1972 poetka spotkała się z Katarzyną Gärtner i Marylą Rodowicz w kawiarni Grand Hotelu w Sopocie. Gdy Rodowicz poprosiła o napisanie dla niej nowej muzyki, Gärtner przypomniała się zasłyszana melodia, którą grał kataryniarz na Saskiej Kępie w Warszawie. Pod jej wpływem stworzyła w głowie melodię, inspirowaną brytyjskim sposobem komponowania przebojów. Osiecka zaczęła pisać tekst na serwetce. Gärtner, uznawszy, że wersy są za długie do muzyki, odrywała z serwetki kawałki słów. Aby wpasować się do melodii, Osiecka skróciła początek tekstu z „To był maj, pachniała Saska Kępa, szalonymi, zielonymi bzami” na „To był maj, pachniała Saska Kępa, szalonym, zielonym bzem”.

W Londynie zetknęłam się z wieloma sławnymi ludźmi. Miałam kontakt z resztkami Beatlesów. W rezultacie nauczyłam się ciekawych rzeczy warsztatowych, przede wszystkim komponowania krótkich, rytmicznych utworów, pisania krótkich wersetów. To w konsekwencji miało decydujący wpływ na formę „Małgośki”.

Rodowicz ćwiczyła „Małgośkę” w Pradze, gdzie wówczas mieszkała. Gärtner zadzwoniła do niej, by natychmiast przyjechała do Warszawy na nagranie. Artystki pracowały wspólnie nad piosenką w warszawskim mieszkaniu Gärtner, która grała na fortepianie, podczas gdy Rodowicz na gitarze. Zgodnie z koncepcją Gärtner, Rodowicz opanowała skomplikowaną gitarową przygrywkę na intro. Nagranie odbyło się w Studio Polskiego Radia przy ulicy Myśliwieckiej. Gärtner chciała nadać piosence dynamicznego i agresywnego charakteru. Niezadowolona z wokalu Rodowicz, polecała jej śpiewanie w stylu Micka Jaggera, aby wydobyć charakterystyczną chrypkę.
W marcu 1973 „Małgośka” została wydana przez Polskie Nagrania „Muza” na 7-calowym singlu winylowym, z utworem „Ja z podróży” na stronie B. W tym samym miesiącu Ruch wydał piosenkę na pocztówce dźwiękowej, z trzema różnymi wersjami zdjęć.
W sierpniu 1973 Rodowicz wykonała „Małgośkę” na XIII Międzynarodowym Festiwalu Piosenki w Sopocie. Ubrana była w zaprojektowaną przez Rafała Olbińskiego długą suknię bez pleców, na której wyszyty był tytuł piosenki, czerwone serce i oko, z którego płynęły łzy. Występ rozpoczęła, wjeżdżając na scenę Opery Leśnej Fiatem 126. Na scenie towarzyszyli jej muzycy, których poznała w Czechach za sprawą byłego partnera, Františka Janečka. W ramach zemsty za rozstanie z Janečkiem gitarzyści sabotowali występ, gubiąc rytm i dogadując. Dzięki „Małgośce” wygrała nagrodę Grand Prix festiwalu.
W maju 1974 Rodowicz nagrała nową wersję piosenki na rzecz swojego czwartego albumu studyjnego, Rok, wydanego tego samego roku przez Pronit. Utwór znalazł się na nim pod zmienionym tytułem „Małgośka, szkoda łez” i ze zmodyfikowanym tekstem refrenu.
Rękopis tekstu Agnieszki Osieckiej znajduje się w zbiorach Biblioteki Narodowej, gdzie został przekazany w 2012 przez Agatę Passent, córkę artystki. Pochodzi on z materiałów do widowiska Apetyt na czereśnie, do których tekst „Małgośki” autorka wpisała własnoręcznie jako jedną z piosenek wykorzystanych w spektaklu. Od 2024 rękopis prezentowany jest na wystawie stałej w Pałacu Rzeczypospolitej.

## Inne wersje
W 1973 Rodowicz nagrała niemieckojęzyczną wersję „Małgośki” na rynek Niemieckiej Republiki Demokratycznej (NRD). Piosenka nosiła tytuł „Marja”, a autorem tłumaczenia tekstu był Fred Gertz. W 1973 wytwórnia Amiga wydała „Marję” w NRD na 7-calowym singlu winylowym, z utworem „Es Zieht Ein Lied Durchs Land” (niemieckojęzyczną wersją „Gdy piosenka szła do wojska”) na stronie B. Nagranie znalazło się także na niemieckojęzycznym albumie Maryla Rodowicz, wydanym przez Amigę w NRD w 1974.
W 1991 „Małgośka” była jednym z utworów, które Rodowicz nagrała na nowo i wydała w ramach kompilacji Full.
W 1998 Rodowicz nagrała „Małgośkę” w nowej, rockowej wersji, zaaranżowanej i wyprodukowanej przez Andrzeja Karpa, Marcina Wawruka i Zbigniewa Krebsa. Piosenka, zatytułowana „Małgośka (wersja Heavy Rock)”, znalazła się na albumie Przed zakrętem.
W 2000 Rodowicz nagrała „Małgośkę” w duecie z Heleną Vondráčkovą. Piosenka znalazła się na wydanej w Polsce składance Vondráčkovej Złota Helena.

### Wersja z Lanberry
W 2024 Rodowicz zapowiedziała wydanie albumu Niech żyje bal z nowymi wersjami swoich piosenek, nagranymi w duetach. Po premierze pierwszego promującego ją singla, „Sing-sing” w duecie z Mrozem, Lanberry marzyła o wystąpieniu w „Małgośce”. Wspólnie z producentem muzycznym Kubą Galińskim przygotowała nową aranżację, wraz z nowymi rozwiązaniami kompozytorskimi. Skomentowała, że nowa wersja „płynie wolniej, łagodniej – nie traci przy tym intensywności, ale zyskuje przestrzeń i subtelność, która pozwala odkryć ją na nowo”.
26 czerwca 2025 Rodowicz poinformowała w mediach społecznościowych, że poszukuje Małgośki, z którą zaśpiewa nową wersję „Małgośki”. Dzień potem zapowiedziała ma 2 lipca 2025 premierę piosenki w duecie z Lanberry. Utwór ukazał się nakładem Warner Music Poland jako szósty singel zapowiadający album. Równocześnie odbyła się premiera teledysku w reżyserii Adama Romanowskiego, w którym zostały wykorzystane ujęcia z występu z „Małgośką” na XIII Międzynarodowym Festiwalu Piosenki w Sopocie (1973).

## Dziedzictwo
„Małgośka” zajęła drugie miejsce w plebiscycie przebojów 1973 roku, zorganizowanym przez miesięcznik „Non Stop”. W 1998 zwyciężyła podczas XXXV Międzynarodowego Festiwalu Piosenki w Sopocie w plebiscycie O!Polskie piosenki na przebój 35-lecia festiwalu. W 2005 zajęła czwarte miejsce w głosowaniu 80 przebojów na 80-lecie Polskiego Radia, zorganizowanym przez Program I Polskiego Radia. W 2020 zwyciężyła w plebiscycie piosenek 95-lecia Polskiego Radia.
25 maja 2012 Rodowicz zagrała podczas festiwalu TOPtrendy 2012 w Sopocie recital Czterdziestka Małgośki, upamiętniający 40-lecie powstania „Małgośki”.
W 2015 Telewizja Polska zamówiła w wytwórni ATM Grupa serial telewizyjny Małgośka, inspirowany historią z piosenki. W 2016 jego produkcja została jednak anulowana.
W 2021 fikcyjna scena pracy Rodowicz, Agnieszki Osieckiej i Katarzyny Gärtner nad utworem znalazła się w emitowanym przez TVP1 serialu telewizyjnym Osiecka.

## Covery i interpretacje

### Marie Rottrová
Na fali popularności Rodowicz w Czechosłowacji, w 1973 czeska piosenkarka Marie Rottrová nagrała czeskojęzyczną wersję „Małgośki”. Utwór nosi tytuł „Markétka”, a autorką tłumaczenia tekstu jest Jiřina Fikejzová. W 1974 Supraphon wydał nagranie na singlu.
W 2011 polski duet producentów muzyki tanecznej Wet Fingers wydał jako singel swój remiks „Małgośki”, zatytułowany „Małgośka 2011”. 25 sierpnia 2011 odbyła się premiera teledysku do nagrania. W 2012 nagranie znalazło się na albumie Wet Fingers.
1 października 2012 roku w Teatrze Muzycznym Roma odbyła się premiera musicalu Nie jesteś sama, w którym „Małgośkę” wykonywała Stanisława Celińska.
W 2021 swoją interpretację „Małgośki” przygotowała supergrupa Męskie Granie Orkiestra 2021, którą utworzyli Daria Zawiałow, Dawid Podsiadło i Vito Bambino. Latem 2021 piosenka była wykonywana koncertów w ramach festiwalu Męskie Granie 2021. Śpiewał ją Vito Bambino, zaś Zawiałow i Podsiadło udzielali wokali wspierających. Utwór był wykonywany ze zmienionym tekstem refrenu – tytułowa „Małgośka” została zastąpiona przez „Mateusza”, imię Vito Bambino. Nagranie „Małgośki” znalazło się na albumie koncertowym Męskie Granie 2021, wydanym 3 grudnia 2021 przez Mystic Production. 30 grudnia 2021 utwór został wydany jako singel cyfrowy, a nagranie koncertowe zostało opublikowane w serwisie YouTube. Cover dotarł do 21. miejsca listy przebojów Radia 357. 19 kwietnia 2023 Związek Producentów Audio-Video certyfikował go złotą płytą.